# Maják Auskerry
Maják Auskerry (anglicky Auskerry Lighthouse) se nachází u severního vstupu do zálivu Stronsay Firth na malém ostrově Auskery v Orknejích ve Skotsku. Je ve správě Northem Lighthouse Board v Edinburgu. Maják je chráněnou památkou Skotska kategorie B.

## Historie
Maják byl postaven na malém a plochém ostrově Auskerry v letech 1864–1866 podle plánů stavitelů majáků inženýrů Davida a Thomase Stevensona. V době první světové války v chatkách vedle majáku bylo umístěno námořnictvo pro signální a rádiový dohled. V druhé světové válce v roce 1943 byl maják bombardován. Jižně od majáku byl kráter po jedné bombě, druhá bomba se nenašla. Po leteckém útoku byla na ostrov dodána dvě protiletadlová děla, která byla obsluhována strážci majáku. Do roku 1940 žily na majáku dvě rodiny, které se přestěhovaly do Stromness. Změnou statutu majáku žili na něm tři strážci majáku. V roce 1961 byl maják automatizován a ostrov byl na nějakou dobu neobydlen. Domy strážců byly prodány do soukromých rukou. Na ostrově jsou chovány ovce. Mimo majáku je na ostrově vztyčena kamenná stéla 2,5 m vysoká, středověká kaple a stodola, která byla přestavěna na moderní dům. Ostrov je vyhlášen zvláštní chráněnou oblastí jako hnízdiště mořských ptáků.
Maják je přístupný pouze lodí a je na dálku řízen z centrály Northern Lighthouse Board v Edinburghu. V roce 2012 ostrov a maják navštívila princezna Anne.

## Popis
Maják je válcová bílá věž s ochozem a černou lucernou. U paty majáku je přistavěn patrový kamenný domek V lucerně je instalována Fresnelova čočka 4. řádu. Světelný zdroj je napájen z bateriového úložiště a solárními panely.

## Data
- Výška věže: 30 m[7]
- Výška světla: 34 m n. m.
- Dosvit: 20 nm (37 km),
- Charakteristika: Fl W 20s

### Označení
- ARLHS: SCO-011;
- Admiralty: A3680,
- NGA: 3232